# Ӄ
Ӄ, ӄ или К с ченгелче е буква от кирилицата. Обозначава беззвучната мъжечна преградна съгласна /q/. Използва се в чукотския, корякския и хантийския език.
Първоначално в края на 19-и и началото на 20 век буквата Ӄ се използва в азбуките на много от кавказките езици — например в абхазката и осетинска азбука. При преминаването от кирилица на латиница през 1920-те години на 20 век буквата е заменена от Q. По-късно, при връщането към кирилицата, Ӄ е заменена от буквата Ҟ (в абхазкия) или от буквосъчетанието Къ (в осетинския).
В казахския и киргизкия език вместо Ӄ се използва друга кирилска буква — Қ.